# Jacquemontia
Jacquemontia, biljni rod smješten u vlastiti tribus Jacquemontieae, dio potporodice Convolvuloideae, porodica Convolvulaceae (slakovke).
Pripada mu preko 100 vrsta raširenih po tropskim i suptropskim predjelima Amerike, Afrike, Azije i Australije. Rod je opisan u Mémoires de la Société de Physique et d'Histoire Naturelle de Genève 6(2): 476. 1834.

## Vrste
1. Jacquemontia abutiloides Benth.
2. Jacquemontia acrocephala Meisn.
3. Jacquemontia acuminata Rusby
4. Jacquemontia aequisepala M. Pastore & Sim.-Bianch.
5. Jacquemontia agrestis (C. Mart. ex Choisy) Meisn.
6. Jacquemontia albida Wiggins & Rollins
7. Jacquemontia anomala O'Donell
8. Jacquemontia asarifolia L. B. Sm.
9. Jacquemontia atlantica S. C. Nepom. & Buril
10. Jacquemontia austiniana J. R. Grande
11. Jacquemontia bahiensis O'Donell
12. Jacquemontia blanchetii Moric.
13. Jacquemontia boliviana J. R. I. Wood
14. Jacquemontia bracteosa Meisn.
15. Jacquemontia browniana Ooststr.
16. Jacquemontia cataractae Krapov.
17. Jacquemontia cayensis Britton
18. Jacquemontia cearensis Huber
19. Jacquemontia chrysanthera Buril
20. Jacquemontia chuquisacensis J. R. I. Wood
21. Jacquemontia corymbulosa Benth.
22. Jacquemontia crassifolia Scheele
23. Jacquemontia cumanensis (Kunth) Kuntze
24. Jacquemontia curtisii Peter ex Hallier fil.
25. Jacquemontia cuspidata J. R. I. Wood
26. Jacquemontia cuyabana Hoehne
27. Jacquemontia decipiens Ooststr.
28. Jacquemontia densiflora (Meisn.) Hallier fil.
29. Jacquemontia diamantinensis Buril
30. Jacquemontia ekmanii O'Donell
31. Jacquemontia elegans Helwig
32. Jacquemontia estrellensis Krapov.
33. Jacquemontia euricola Ridl.
34. Jacquemontia evolvuloides (Moric.) Meisn.
35. Jacquemontia ferricola Belo, Buril & Louzada
36. Jacquemontia floribunda (Kunth) Hallier fil.
37. Jacquemontia frankeana (Schltdl.) M. Pastore & Sim.-Bianch.
38. Jacquemontia fruticulosa Hallier fil.
39. Jacquemontia fusca (Meisn.) Hallier fil.
40. Jacquemontia gabrielii (Choisy) Buril
41. Jacquemontia glabrescens (Meisn.) M. Pastore & Sim.-Bianch.
42. Jacquemontia glaucescens Choisy
43. Jacquemontia gracilis Choisy
44. Jacquemontia gracillima (Choisy) Hallier fil.
45. Jacquemontia grisea Buril
46. Jacquemontia guaranitica Hassl.
47. Jacquemontia guyanensis (Aubl.) Meisn.
48. Jacquemontia havanensis (Jacq.) Urb.
49. Jacquemontia heterotricha O'Donell
50. Jacquemontia holosericea (Weinm.) O'Donell
51. Jacquemontia itatiayensis (Kuntze) K. Schum.
52. Jacquemontia lasioclados (Choisy) O'Donell
53. Jacquemontia linarioides Meisn.
54. Jacquemontia linoides (Choisy) Meisn.
55. Jacquemontia longipedunculata J. R. I. Wood
56. Jacquemontia lorentzii Peter ex Kuntze
57. Jacquemontia macrocalyx Buril
58. Jacquemontia mairae J. R. I. Wood & R. Clegg
59. Jacquemontia martii Choisy
60. Jacquemontia mexicana (Loes.) Standl. & Steyerm.
61. Jacquemontia multiflora (Choisy) Hallier fil.
62. Jacquemontia nelsonii House
63. Jacquemontia nipensis Alain
64. Jacquemontia nodiflora (Desr.) G. Don
65. Jacquemontia oaxacana (Meisn.) Hallier fil.
66. Jacquemontia obcordata (Millsp.) House
67. Jacquemontia ochracea Sim.-Bianch. & Pirani
68. Jacquemontia ovalifolia (Choisy) Hallier fil.
69. Jacquemontia paniculata (Burm. fil.) Hallier fil.
70. Jacquemontia pannosa (R. Br.) Mabb.
71. Jacquemontia paraguayensis Britton
72. Jacquemontia parviflora Choisy
73. Jacquemontia pentanthos (Jacq.) G. Don
74. Jacquemontia peruviana Helwig
75. Jacquemontia pinetorum Standl. & Steyerm.
76. Jacquemontia polyantha (Cham. & Schltdl.) Hallier fil.
77. Jacquemontia pringlei A. Gray
78. Jacquemontia prostrata Choisy
79. Jacquemontia pycnocephala Benth.
80. Jacquemontia reclinata House
81. Jacquemontia revoluta Sim.-Bianch.
82. Jacquemontia robertsoniana Buril & Sim.-Bianch.
83. Jacquemontia rojasiana O'Donell
84. Jacquemontia rufa (Choisy) Hallier fil.
85. Jacquemontia sandwicensis A. Gray
86. Jacquemontia saxicola L. B. Sm.
87. Jacquemontia selloi (Meisn.) Hallier fil.
88. Jacquemontia serpyllifolia (Kunth) Urb.
89. Jacquemontia smithii B. L. Rob. & Greenm.
90. Jacquemontia solanifolia (L.) Hallier fil.
91. Jacquemontia sphaerocephala Meisn.
92. Jacquemontia sphaerostigma (Cav.) Rusby
93. Jacquemontia spiciflora (Choisy) Hallier fil.
94. Jacquemontia staplesii Buril
95. Jacquemontia subsessilis Moric.
96. Jacquemontia tamnifolia (L.) Griseb.
97. Jacquemontia tomentella (Miq.) Hallier fil.
98. Jacquemontia tuerckheimii Urb.
99. Jacquemontia turneroides (Chodat & Hassl.) Hassl.
100. Jacquemontia unilateralis (Roem. & Schult.) O'Donell
101. Jacquemontia velloziana (Mart.) O'Donell
102. Jacquemontia velutina Choisy
103. Jacquemontia verticillata (L.) Urb.
104. Jacquemontia villosissima Ooststr.
105. Jacquemontia warmingii O'Donell
106. Jacquemontia weberbaueri Helwig
107. Jacquemontia zollingeri (Choisy) Hallier fil.